# Uniwersytet Katolicki w Mozambiku
Uniwersytet Katolicki w Mozambiku (port. Universidade Católica de Moçambique, UCM) – prywatny uniwersytet w Beira. Założony w 1995 roku, jednak uczelnia zaczęła funkcjonować 10 sierpnia 1996 roku. Jego powstanie było pomysłem arcybiskupa Beiry – Dom Jaime Pedro Gonçalvesa.

## Wydziały
Początkowo na uczelni powstały dwa wydziały: Ekonomii i Zarządzania w Beira oraz Prawa w Nampula.
Następnie w 1998 roku w Nampula powstał Wydział Nauk o Edukacji, którego obecna nazwa to Wydział Edukacji i Komunikacji. W 1999 w Cuamba powstał Wydział Rolniczy. Rok później Wydział Lekarski, a w 2002 Wydział Turystyki i Zarządzania IT w Pemba. Na uczelni jest także Wydział Inżynierii.